# 타이탄 레인
타이탄 레인(Titan Rain)은 2003년부터 미국의 컴퓨터 시스템에 대한 일련의 조직화된 공격이었다. 적어도 3년 동안 진행된 것으로 알려졌다. 이번 공격은 중화인민공화국 광둥성에서 시작됐다. 이 활동은 국가가 후원하는 지능형 지속 위협과 관련이 있는 것으로 여겨진다. 미국 연방정부는 타이탄 레인(Titan Rain)이라는 명칭을 부여했다.
타이탄 레인 해커들은 록히드 마틴, 샌디아 국립 연구소, 레드스톤 아스널(Redstone Arsenal) 및 미국 항공 우주국(NASA)를 포함하여 민감한 정보를 표적으로 삼은 많은 미국 방위 산업체 컴퓨터 네트워크에 액세스할 수 있었다.

## 같이 보기
- 오로라 작전